# أتمن كيليف
أتمن كيليف (بالفرنسية: Atmen Kelif)‏ هو ممثل فرنسي من مواليد سنة 1 أبريل 1968 بمدينة ألبي (إقليم تارن).

## وصلات خارجية
- أتمن كيليف على موقع IMDb (الإنجليزية)
- أتمن كيليف على موقع ألو سيني (الفرنسية)
- أتمن كيليف على موقع أول موفي (الإنجليزية)
- أتمن كيليف على موقع قاعدة بيانات الفيلم (الإنجليزية)
- أتمن كيليف على موقع كينوبويسك (الروسية)